# Criolla grande
La criolla grande (criolla sanjuanino) est un cépage issu de croisement naturel et originaire d'Argentine. On le trouve en Argentine, au Brésil, en Australie, en Espagne, bien qu'il soit quasiment inconnu en France.
Troisième cépage le plus planté en Argentine, il est de moins en moins planté au profit du cépage cereza (en).

## Caractéristiques
Il est utilisé dans la production de vin blanc, rosé, effervescent et doux.
Il permet l'élaboration de vin souple, léger et bon marché.